# Дідьє Февр-П'єрре
Дідьє Февр-П'єрре (фр. Didier Faivre-Pierret, 20 квітня 1965) — французький велогонщик.
Бронзовий призер Олімпійських Ігор 1992 року в роздільній командній гонці.